# Laccophilus hyalinus
Laccophilus hyalinus är en skalbaggsart som först beskrevs av De Geer 1774.  Laccophilus hyalinus ingår i släktet Laccophilus och familjen dykare. Arten är reproducerande i Sverige. Inga underarter finns listade i Catalogue of Life.

## Bildgalleri

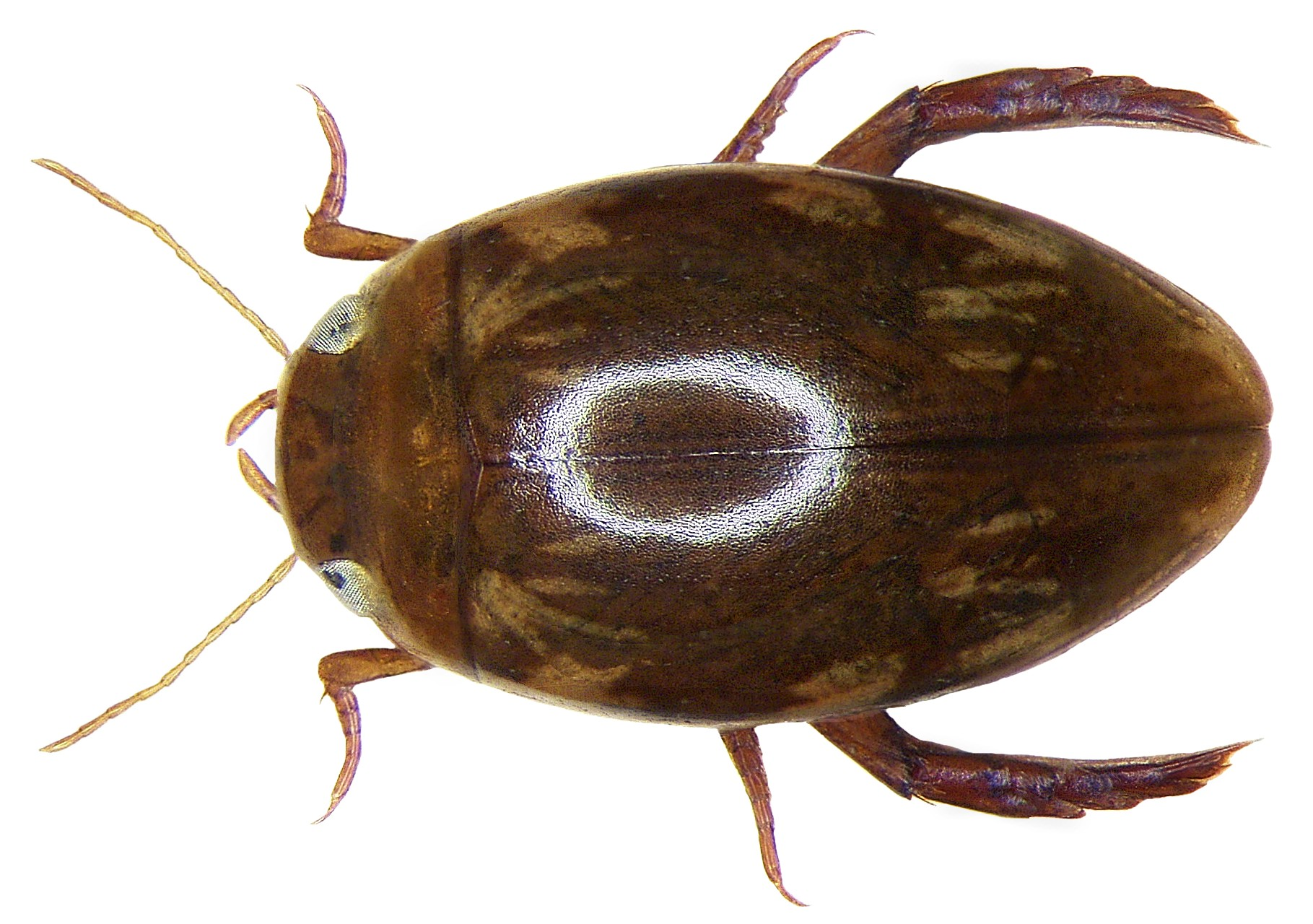
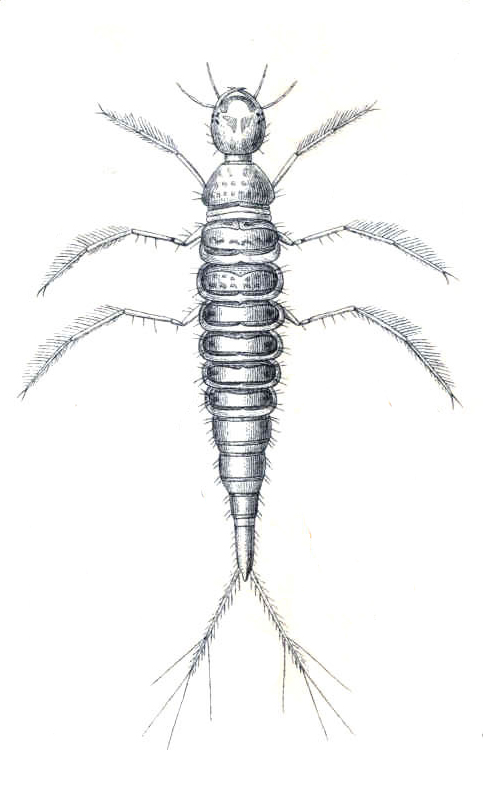
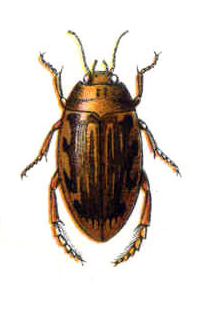
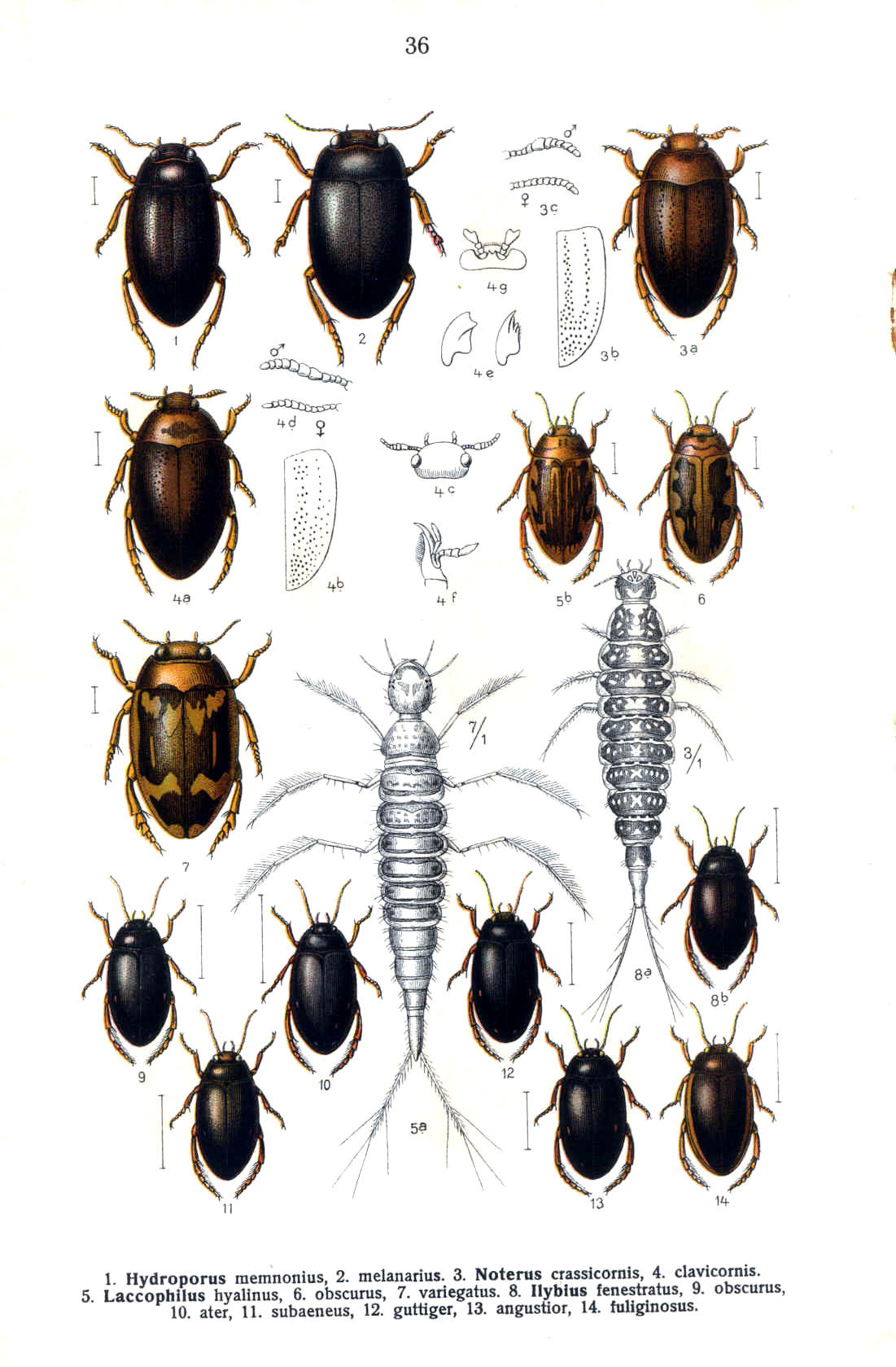